# Inezia tenuirostris
Inezia tenuirostris е вид птица от семейство Tyrannidae.

## Разпространение
Видът е разпространен във Венецуела и Колумбия.